# Tầm Dương (cổ đại)
Tầm Dương (giản thể: 寻阳 hoặc 浔阳, phồn thể: 尋陽 hoặc 潯陽) là một huyện hoặc quận từng tồn tại trong lịch sử Trung Quốc.
Năm 164 TCN, Hán Văn Đế cho thành lập huyện Tầm Dương thuộc quận Lư Giang tại phía bắc sông Trường Giang, trong khu vực ngày nay là huyện Hoàng Mai tỉnh Hồ Bắc. Tên gọi này bắt nguồn từ tên của một con sông nhỏ trong khu vực này thời đó là sông Tầm Thủy.
Năm Vĩnh Hưng thứ 1 (304) thời Tấn Huệ Đế, huyện Tầm Dương ở phía bắc Trường Giang cùng huyện Sài Tang ở phía nam Trường Giang hợp lại thành quận Tầm Dương, thuộc Giang Châu, với trị sở đặt tại Sài Tang. Năm Nghĩa Hi thứ 8 (412) thời Tấn An Đế thì huyện Tầm Dương được mở rộng để bao gồm cả huyện Sài Tang.
Từ đó trở đi, tên gọi Tầm Dương dần dần trở thành tên gọi để chỉ vùng đất ngày nay thuộc địa cấp thị Cửu Giang (tỉnh Giang Tây) ở phía nam Trường Giang mà không còn để chỉ vùng đất nguyên được đặt tên như vậy nằm ở phía bắc Trường Giang nữa. Năm Vũ Đức thứ 4 (621), Đường Cao Tổ chia nhỏ huyện Bồn Thành để thành lập huyện Tầm Dương, với trị sở đặt tại khu vực ngày nay thuộc địa cấp thị Cửu Giang.
Cửu Giang ngày nay còn được gọi vắn tắt là "Tầm", trong đó có quận Tầm Dương.